# Знак Лабриса
«Знак Лабриса» (англ. Sign of the Labrys) — науково-фантастичний роман американської письменниці Маргарет Сент-Клер, що вийшов у видавництві Corgi Books 1963 року.

## Сюжет
За 15 років на Землі розпочалася страшна епідемія, внаслідок якої 9 з 10 людей загинули. Ті, хто вижив намагаються максимально уникати контактів з іншими людьми, навіть якщо ймовірність зараження дуже незначна.
Однак у цьому світі люди живуть не так вже й погано, багатьох послуг справді бракує, але предмети першої необхідності доступні для всіх, оскільки до епідемій готували величезні запаси продовольства. Навіть квартири, викопані на наступних рівнях дедалі більше вглиб відповідно до важливості мешканців, проте є вільно доступними для всіх. Навіть квартири, викопані на нижчих рівнях підземелля відповідно до  мешканців, однак доступ до них залишився для всіх вільним.
Сем Сьювелл, головний герой, контактує з агентом ФБР, єдиним урядовим відомством, яке досі працює, оскільки вважався, що він контактує з певним Деспойном, який був йому абсолютно невідомий. Наступного дня Сем виявляє у своїй квартирі перстень, який, як він вважає, є власністю Деспойна, який дозволить йому опускатися до найнижчих рівнів. У цій поїздці він спочатку познайомиться з Кірою, наполовино кровною сестрою, яка посвячує його в таємниці Вікки, а потім й Деспойна. Деспойна повідомляє Сьювеллу, що він «великий священник» Вікки і що саме Кіра поширила епідемії в усьому світі, оскільки вона зрозуміла, що людство повністю знищить себе, тоді як хвороби дозволять принаймні комусь вижити.
У своїх дослідженнях Сем та Деспойн вийдуть на найглибший рівень, рівень Н, зарезервований для президента США. Тут вони знайдуть контейнери з новим потужним вірусом, але й вакцину, яка вилікує всіх. Однак до них приєднуються агенти ФБР, які вирішили нарешті здобути владу й готові відкрити фізіологічні особливості, які дозволяють послідовникам Вікки мати певні повноваження. Сему та Деспойну вдається втекти й вийти на поверхню, вони все ще зберігають сподівання на зміни, які допоможуть людство змінити у кращий бік.